# Chaetarthria bicolor
Chaetarthria bicolor är en skalbaggsart som beskrevs av Sharp 1882. Chaetarthria bicolor ingår i släktet Chaetarthria och familjen palpbaggar. Inga underarter finns listade i Catalogue of Life.